# Mercado da Cidade Nova (Toruń)

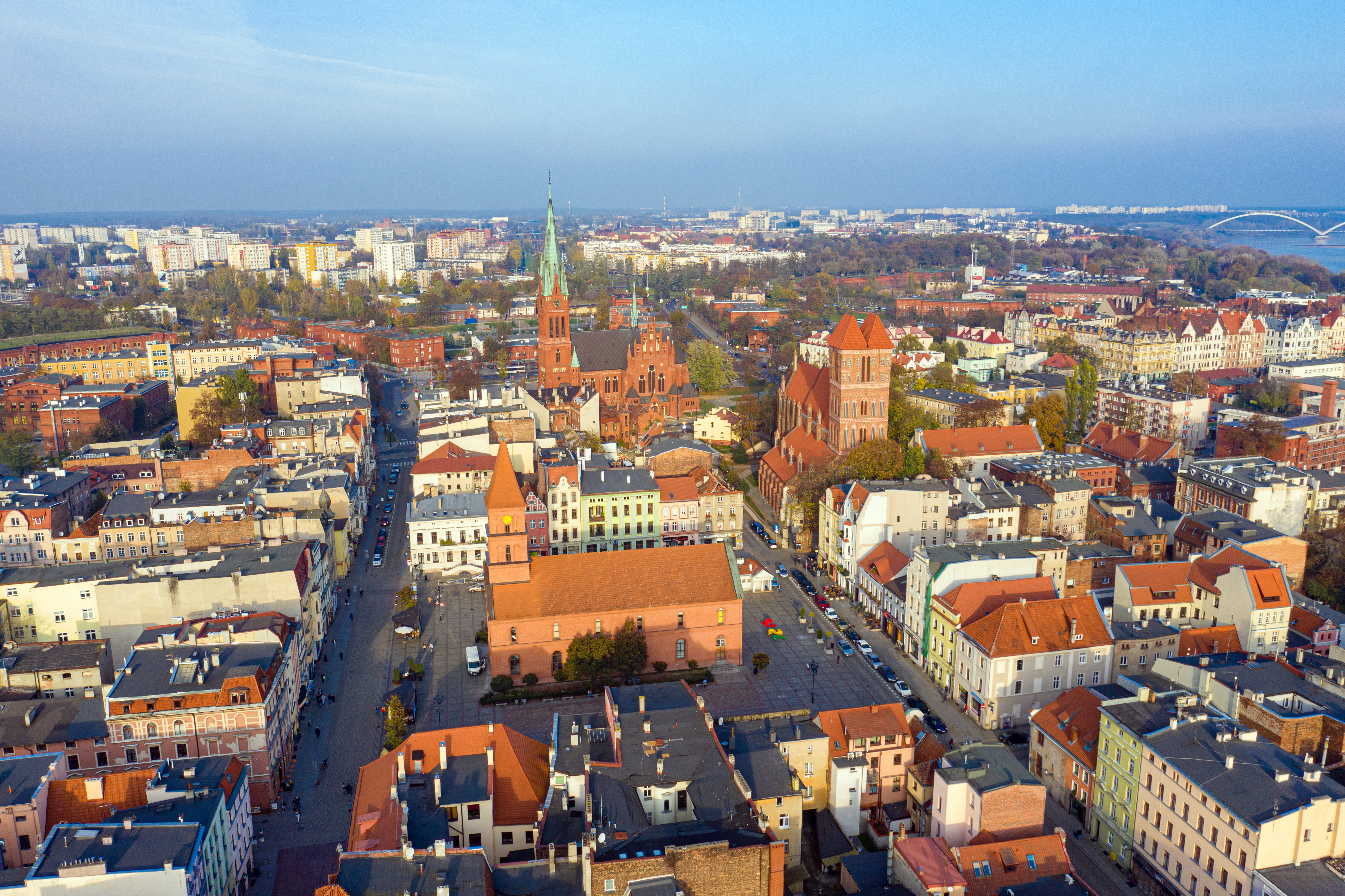
Vista do lado Ocidental

O Mercado da Cidade Nova em Toruń - o ponto central da Cidade Nova, planejado em 1264 com a localização da cidade.  

## Localização
O Mercado da Cidade Nova fica na parte Oriental do complexo da Cidade Velha.

## Característica
Eis uma praça enquadrada de tamanho 95 x 95 m mesmo assim a parede frontal dos edifícios tem cerca de 70 m, lados da praça são situados à banda de pontos cardeais. Da cada esquina seguem duas ruas perpendiculares que estão as extensões de fachadas: do lado Oriental rua Szpitalna e St. Jacob, do lado Sul rua Browarna e Ślusarska, do lado Ocidental rua Królowej Jadwigi e Prosta, do lado Norte rua Sukiennicza e St. Catarina. Na esquina oriental situa-se a igreja do St. Jacob.

## Urbanização do mercado
O centro do Mercado, desde do século XIV foi ocupado pela Câmara Municipal da Cidade Nova, onde fica sala de sessão de Conselho da Cidade, sala do tribunal, sala de escritório e kamlaria, salão do traje, barracas de pão e em porões (espaços únicos preservados até hoje da Câmara Municipal gótica) uma cervejaria e prisão. Depois da junção da Cidade Velha com a Cidade Nova em 1454, o edifício ficou uma sede auxiliar de autoridades municipais e depois tornou-se um armazém. Desde de 1668, depois da perda da igreja do St. Jacob pela comunidade evangélica da Cidade Nova e adaptação essencial (entre outros liquidação de abóbada entre do piso mais baixo e primeiro andar) foi mudado ao santuário luterano da Santíssima Trindade. Transformado a igreja, Câmara gótica conseguiu sobreviver até o início do século XIX. Por causa da má condição técnica do edifício, foi tomada decisão de construir o novo edifício da comunidade luterana da Santíssima Trindade. O projeto do santuário pressupõs o uso da muralha existente com a elevação traseira só, sem o topo de degraus, à demolição completa foi destinada só a fachada. Finalmente, o edifício no estilo neo romano, do projeto de Karl Friedrich Schinkel foi finalizado em 1824. Serviu aos evangélicos até 1918, seguidamente entre 1927 e 1939 serviu como a Igreja Ortodoxa Russa de paróquia de Toruń. Atualmente é usado pela Fundação de Tumult.
Em volta do Mercado ficavam prédios de apartamentos de burguesia mais rica da Cidade Nova. Por causa do caráter menos mercante, mais artesanal da Cidade Nova, os prédios de apartamentos foram mais modestos do que seus equivalentes da Cidade Velha. Apesar de prédios de apartamentos no lugar do presente predio de apartamento nr 10 ficavam tambem, desde do século XIV, barracas de carne. Ocupavam uma lote de largura de cerca de 4,6 m, estendendo-se pelo todo edifício até rua Wielkie Garbary. Na idade Moderna ao Mercado funcionavam duas de mais de vinte pousadas da Cidade Nova: Gospoda pod Modrym Fartuchem e Gospoda Murarska. Além disso, no século XVI, no lugar do presente prédio de apartamentos nr 25 funcionou Sala de Casamento da Cidade Nova. Por causa de muitos incêndios da Cidade Nova, entre outros em 1413 e 1455, destruições do tempo das Guerras Teutônicas no século XV e depois polaco-suecas e napoleônicas, preservaram poucos edifícios da Idade Média. Na maioria a forma contemporânea dos prédios de apartamentos preservados é o efeito de mudanças posteriores da Idade Moderna e século XIX.
Todas fachadas do Mercado da Cidade Nova como também as fachadas das casas esquinadas desde de 1961 figuram no registro dos monumentos históricos immobiliers sob o número A/1371.

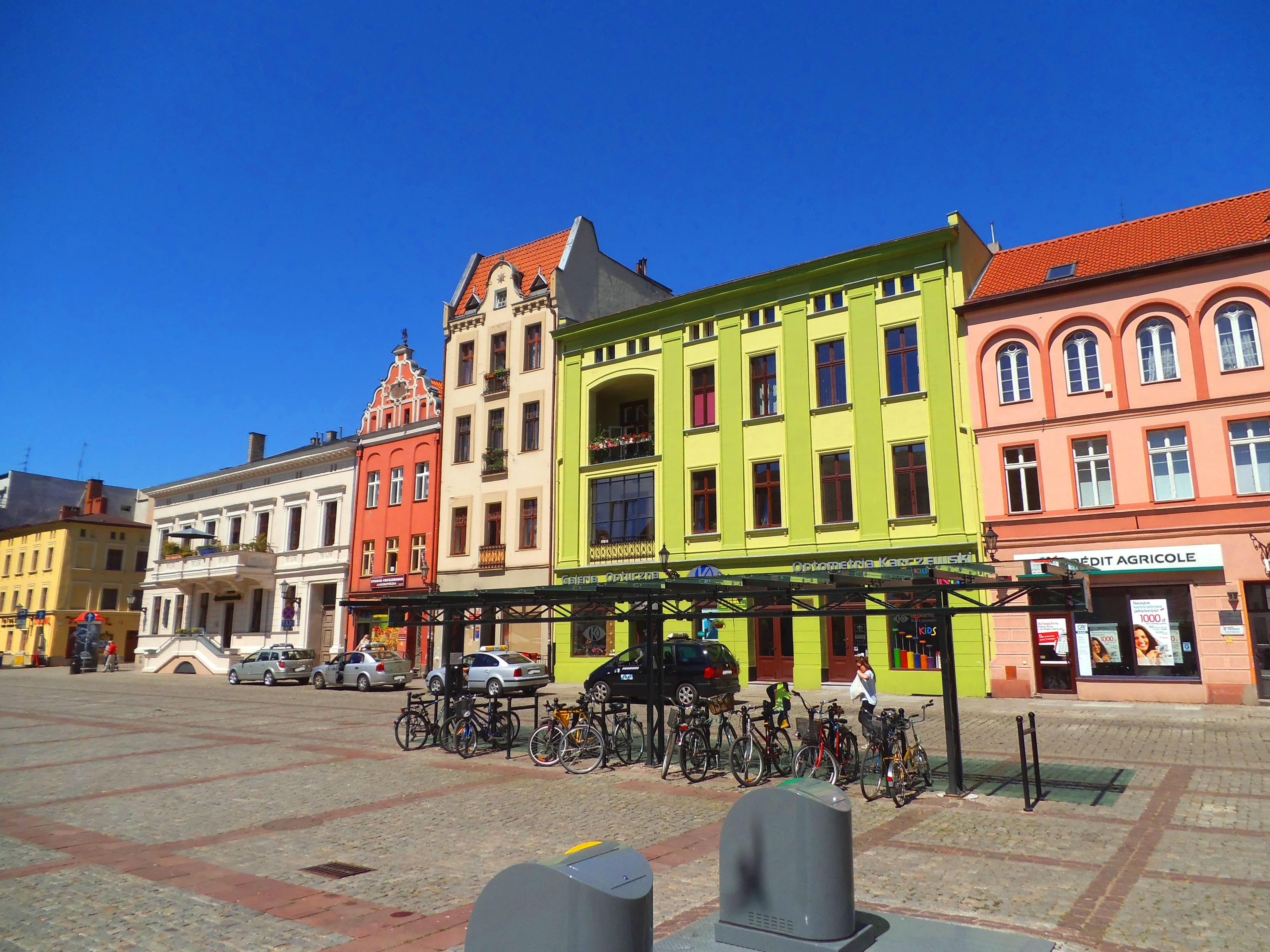
leste
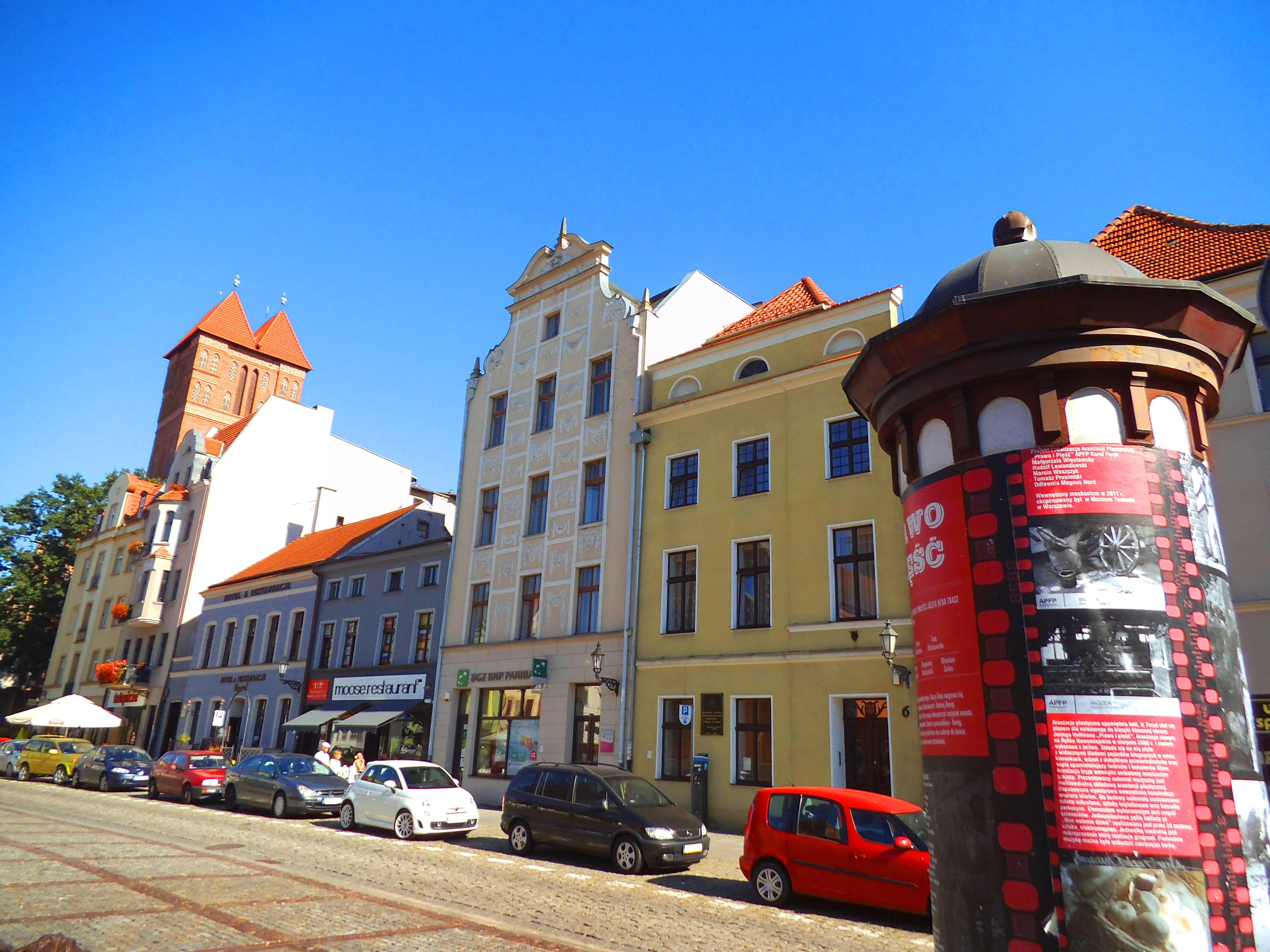
sul
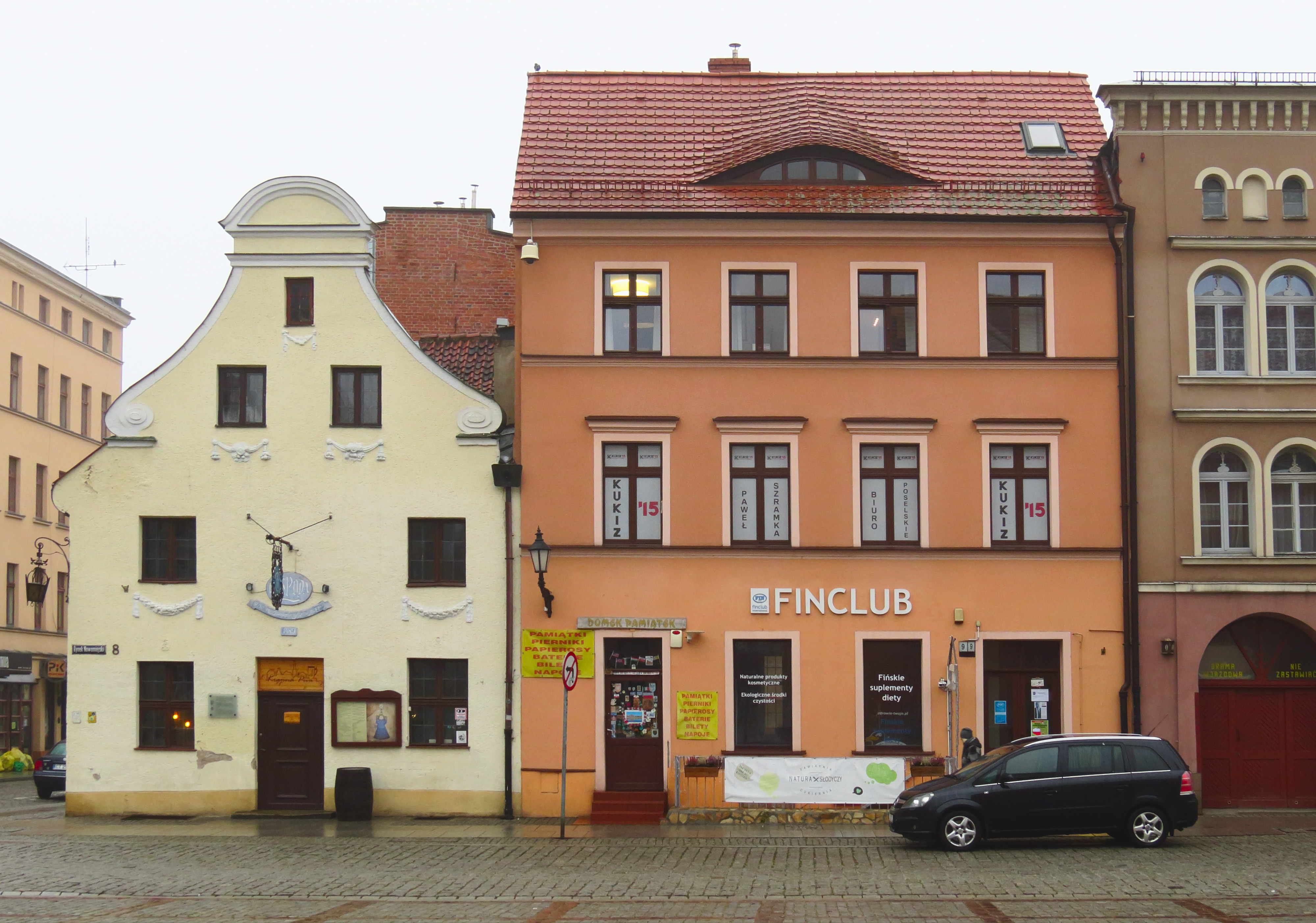
oeste
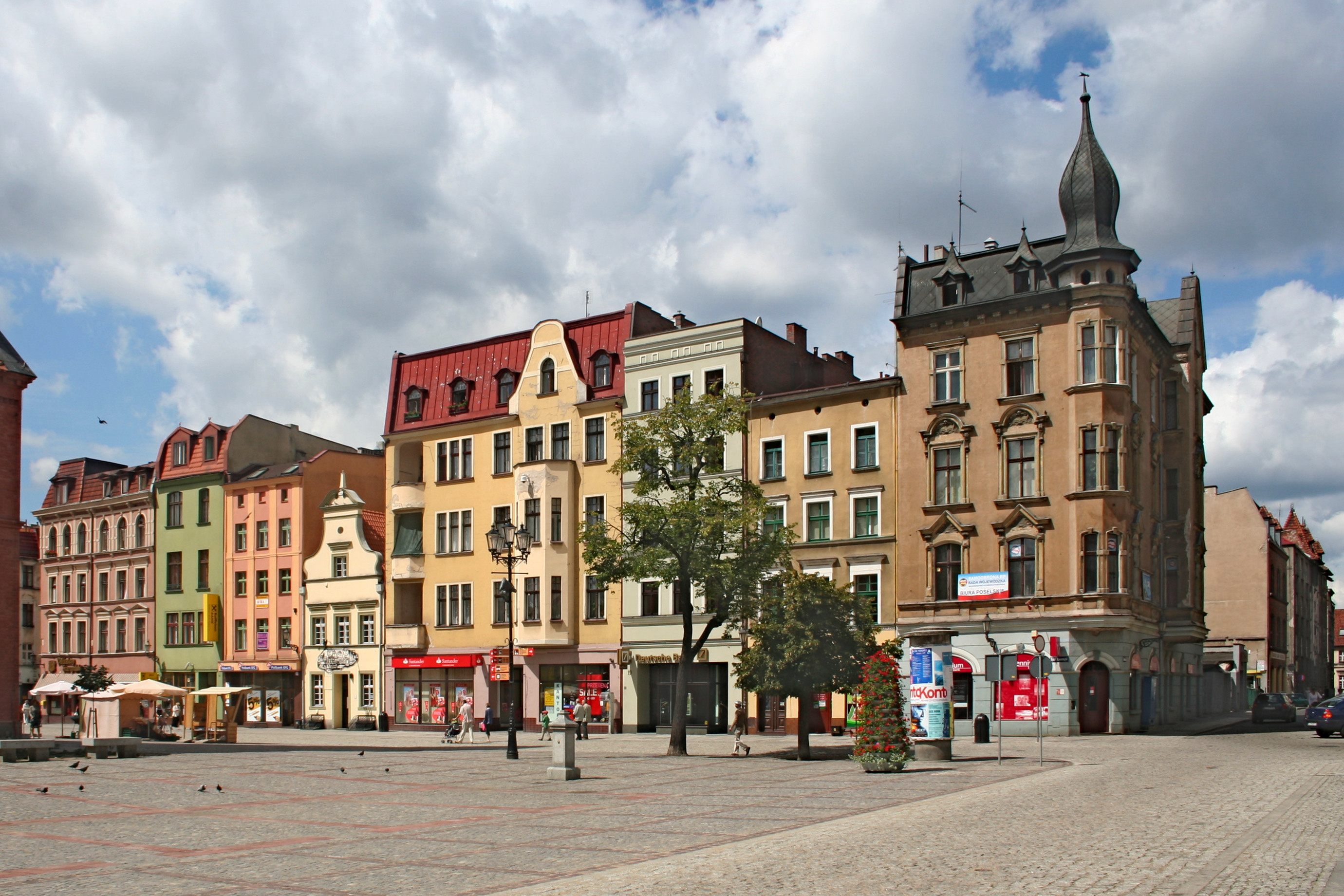
norte